# Incident de Welwel

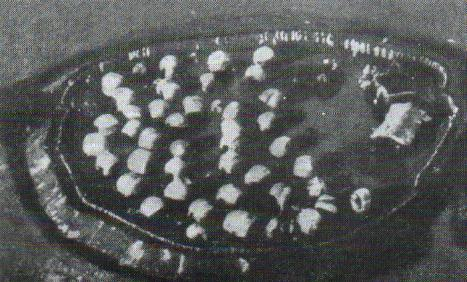
Fort italien de Ual-Ual.

L'incident de Welwel désigne un affrontement armé à Welwel, dans la région de l'Ogaden de l'Empire éthiopien. Il opposa des forces gouvernementales éthiopiennes à des troupes italiennes récemment installées.
L'affrontement eut lieu le 5 décembre 1934 et déclencha la crise éthiopienne, qui mena moins d'un an plus tard à la seconde guerre italo-éthiopienne, conflit ouvert entre les deux États.

## Contexte
Au cours des années 1930, le gouvernement de l'Empire éthiopien, en pleine centralisation et renforcement de l'État, mit un accent sur sa présence militaire dans l'Ogaden, une région du sud-est. En parallèle, les Italiens, installés dans leur territoire somalien, menèrent d'incessantes incursions dans ce territoire éthiopien et finirent par s'implanter définitivement durant cette période. Les Italiens harcelèrent les troupes impériales éthiopiennes. Au début de 1934, les Éthiopiens s'approchent des avant-postes italiens, ce qui suscita les protestations de Rome, qui considéra que son territoire avait été violé.
Toutefois, les Italiens refusèrent de délimiter concrètement la frontière avec leur voisin pour maintenir leur présence. L'empereur Haile Selassie Ier envoya alors une commission anglo-éthiopienne chargée de démarquer la frontière, qui arriva le 22-23 novembre 1934 à Welwel. 

## Déroulement
Après plusieurs jours de tension, pendant lesquels les commandants des deux forces restèrent face à face, une fusillade éclata le 5 décembre 1934 entre 15h30 et 17h30. Après deux jours de combat, les Éthiopiens se retirent face à l'aviation et aux blindés italiens. Les hommes de Haile Selassie Ier ont perdu 130 hommes, et les Italiens comptent 30 morts et 100 blessés.
L'Italie rejeta immédiatement la responsabilité sur l'Éthiopie, refusa initialement de soumettre le différend à un arbitrage et exigea même des excuses,. D'un point de vue strictement légal, cela était faux, Welwel se trouvant en un territoire éthiopien,. L'affaire est portée par Haile Selassie devant la Société des Nations, qui montra lors de cette crise diplomatique les limites de son action. Durant la période de discussions, les deux parties se préparent au conflit. Paule Henze estime qu'après Welwel, « l'Italie fut saisie d'un délire nationaliste qui étouffa la voix de la prudence et les craintes d'un échec », ce qui accéléra le processus menant au conflit. Pour Harold Marcus, dès le début de la crise, la guerre semblait inévitable puisque Mussolini était décidé à conquérir le pays. 

## Conséquences
Le 3 octobre 1935, après l'échec de toutes les négociations et discussions, l'Italie envahit l'Éthiopie et déclencha ainsi la Seconde guerre italo-éthiopienne.